# John Githongo

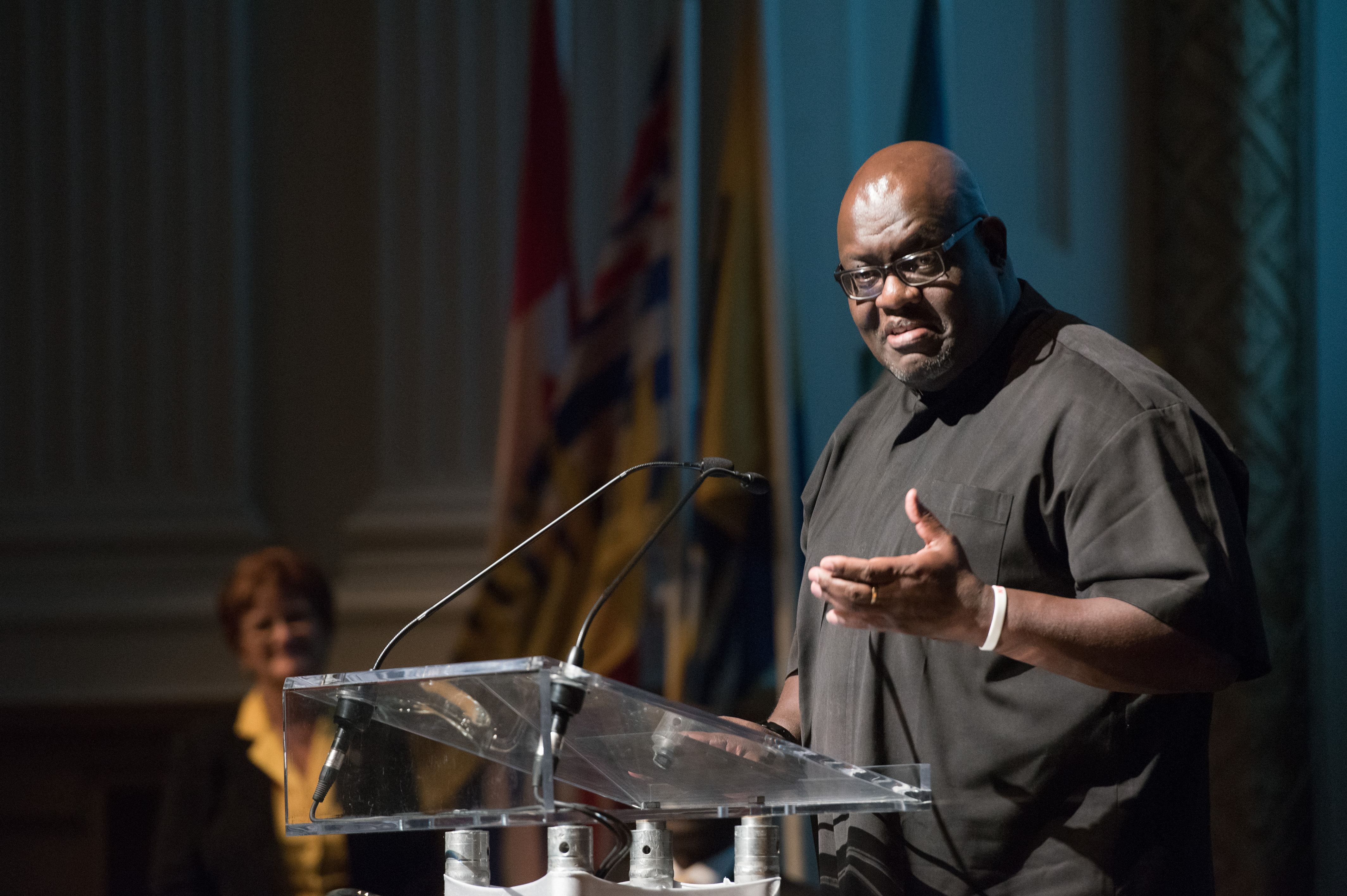
John Githongo

John Githongo (* 1966 in Kenia) ist ein kenianischer Journalist und Politiker. Er ist als „Anti-Korruptions-Zar“ Kenias bekannt geworden.
Githongo studierte Wirtschaft und Philosophie an der University of Wales und arbeitete dann zunächst als Wissenschaftler und Wirtschaftsberater in Kenia, bevor er Journalist wurde. In der Redaktion des East African widmete er sich während der Regierung von Präsident Daniel arap Moi besonders dem Thema Bestechung und Bestechlichkeit in seinem Heimatland.
1998 übernahm er die Herausgabe des politisch orientierten Wirtschaftsmagazins „East African Alternatives“, das von der NGO „Series for Alternative Research in East Africa“ (SAREAT) des Politikwissenschaftlers Mutahi Ngunyi herausgegeben wurde. Das Projekt brach zusammen, als der Hauptsponsor, die Ford Foundation, Missbrauch der Gelder durch den Vorsitzenden Ngunyi und den Programm-Manager der Stiftung, Dr. Jonathan Moyo, feststellte. Die beiden wurden verklagt und das Verfahren läuft noch. Githongo hat sich als Zeuge der Anklage zur Verfügung gestellt.
1999 begründete er mit anderen Aktivisten einen Zweig von Transparency International, einer internationalen Anti-Korruptions-Organisation, mit der er schon einige Zeit zusammengearbeitet hatte.
Githongo war unter Präsident Mwai Kibaki, der einen stark vom Kampf gegen Korruption geführten Wahlkampf geführt und 2002 die Präsidentenwahl gewonnen hatte, von Januar 2003 bis 7. Februar 2005 Staatssekretär für Führung und Ethik. In diese Zeit fällt der nach dem Goldenberg-Skandal größte Korruptionsfall des Landes, der sog. Anglo-Leasing-Skandal. 2005 ging er aus Angst um sein Leben (er hatte Morddrohungen erhalten) und weil er sich nicht nachdrücklich genug von Präsident Kibaki gedeckt sah, ins selbst gewählte Exil nach Großbritannien.
Es schien, als würde über die fiktive Firma Anglo Leasing Gelder für den 2007 anstehenden Wahlkampf der NARC-Koalition gesammelt, die Koalition, die Präsident Kibaki 2002 ins Amt gebracht hatte. Daraufhin wurden internationale, unter anderem auch die deutschen Hilfsgelder seitens der Regierungen eingefroren.
Githongo spielte auch im Exil eine fortgesetzte Rolle im Kampf gegen die Korruption. Er erhielt eine ihn vorübergehend finanziell absichernde Sinekure als „visiting scholar“ am St Antony’s College in Oxford. Die ihm immer wieder gestellte Frage, ob er 2007 nicht selbst als Präsidentschaftskandidat antreten wolle, verneinte der auch körperlich schwergewichtige Mann stets.
Nach vier Jahren im Exil kehrte Githongo 2009 nach Kenia zurück, um seinen Kampf gegen die Korruption fortzusetzen.